# Primeiro-ministro do Tajiquistão
O primeiro-ministro do Tajiquistão é o título do chefe de governo do Tajiquistão. Depois do presidente, o primeiro ministro é a segunda pessoa mais poderosa do país. O Primeiro Ministro coordena o trabalho do Gabinete e assessora e auxilia o Presidente na execução das funções do Governo.
| Nº | Fotografia | Nome                   | Inicio                 | Fim                    | Partido                                    |
| 1  |            | Izatullo Khayoyev      | 25 de Junho de 1991    | 9 de Janeiro de 1992   | Partido Comunista do Tajiquistão           |
| 2  |            | Akbar Mirzoyev         | 9 de Janeiro de 1992   | 21 de Setembro de 1992 | Independente                               |
| 3  |            | Abdumalik Abdullajanov | 21 de Setembro de 1992 | 18 de Dezembro de 1993 | Partido Popular Unido do Tajiquistão       |
| 4  |            | Abdujalil Samadov      | 18 de Dezembro de 1993 | 2 de Dezembro de 1994  | Independente                               |
| 5  |            | Jamshed Karimov        | 2 de Dezembro de 1994  | 6 de Fevereiro de 1996 | Independente                               |
| 6  |            | Yahyo Azimov           | 6 de Fevereiro de 1996 | 20 de Dezembro de 1999 | Independente                               |
| 7  |            | Oqil Oqilov            | 20 de Dezembro de 1999 | 23 de Novembro de 2013 | Partido Democrático Popular do Tajiquistão |
| 8  |            | Kokhir Rasulzoda       | 23 de Novembro de 2013 | Presente               | Partido Democrático Popular do Tajiquistão |
| -- | ---------- | ---------------------- | ---------------------- | ---------------------- | ------------------------------------------ |

## Ver Também
Lista de Presidentes do Tajiquistão